# Marziano Magnani
Marziano Magnani (ur. 14 czerwca 1936 w Bolonii, zm. 11 listopada 1983 tamże) – włoski zapaśnik walczący w stylu klasycznym. Olimpijczyk z Rzymu 1960, gdzie zajął piętnaste miejsce w kategorii do 79 kg.